# Mouvement protestataire de 2013 au Brésil
Le mouvement protestataire de 2013 au Brésil désigne une série de manifestations de masse touchant le Brésil depuis mars 2013. Il est parfois surnommé Révolte du Vinaigre (Revolta do Vinagre) à la suite des arrestations de manifestants à São Paulo (où la police a réagi avec violence envers ceux qui occupaient l'avenue principale de la ville) qui détenaient des bouteilles de vinaigre afin de se prémunir des effets du gaz lacrymogène et du gaz poivre,. 
Initialement cantonnée à Porto Alegre à la suite de l'annonce de la hausse des tarifs d'autobus, les manifestations se sont étendues à l'ensemble du Brésil et ont débouché sur un mouvement aux revendications plus larges, critiquant la politique du gouvernement et en particulier les dépenses liées à l'organisation de la Coupe du monde de football de 2014, jugées inutiles par les protestataires, estimant qu'elles pourraient et devraient plutôt être consacrées au social, à la santé ou l'éducation. Réunissant jusqu'à un million de manifestants, ce mouvement initié par le Movimento Passe Livre (mouvement pour la gratuité des transports en commun) est le plus important depuis 1992 au Brésil.

## Historique

### Chronologie
Chronologie des événements initiés en juin 2013 au Brésil

### Prémices
Les manifestations commencent à Porto Alegre au mois de mars 2013, à la suite de l'annonce de la hausse des tarifs d'autobus dans la ville, de 2,85 reais (environ 0,99 euro) à 3,05 reais (environ 1,06 euro), soit 7 % environ. À Goiânia, les manifestations débutent le 16 mai 2013, avant l'annonce officielle sur l'augmentation du tarif, le 22 mai. Les tarifs passèrent de 2,70 réaux à 3 réaux. Les protestations connurent leur apogée le 28 mai, à la Praça da Bíblia, dans le Setor Leste Universitário. Selon la presse brésilienne, les manifestants, principalement des étudiants, étaient 300. Vingt-quatre d'entre eux ont été arrêtés, accusés de détérioration de l'espace public et de désobéissance aux forces de l'ordre. La manifestation suivante a eu lieu le 6 juin, lorsque des étudiants ont bloqué les rues du centre-ville. Le 13 juin, les tarifs repassent à 2,70 reais, mais les violences policières envers les manifestants (55 blessés), dénoncées par Amnesty International, l'Associação Nacional de Jornais et divers médias, avec notamment des tirs de balles en caoutchouc au niveau de la tête, alimentent la colère des protestataires et contribuent à amplifier le mouvement.
Les protestations se développent et gagnent toutes les grandes villes brésiliennes : Salvador, Brasília, Rio de Janeiro, Curitiba, Natal, entre autres,.
Si le mouvement de protestation prend alors une ampleur inédite, la question du prix des transports à l'origine des premiers rassemblements fut aussi l'enjeu de mobilisations antérieures. Ainsi, en 2003, à Salvador (Bahia), quelques dizaines de milliers de personnes ont manifesté contre l'augmentation des tarifs des transports, lors de la "Révolte du buzu" (autobus),. L'année suivante, à Florianópolis, se déroule la "Revolta das Catracas" (la "révolte des tourniquets"), avec pour revendication la gratuité des transports. Le Movimiento Passe Libre se créé en 2005 autour de cette même revendication. Celui-ci se donne pour principes l'autonomie, l'indépendance vis-à-vis des partis et syndicats, l'horizontalité (absence de hiérarchie) et encourage les pratiques "d'actions directes", le tout dans une perspective anticapitaliste,. De nombreuses mobilisations de quelques milliers de personnes ont depuis eu lieu dans plusieurs dizaines de villes, obtenant parfois l'annulation des augmentations des tarifs, ou la gratuité pour les étudiants. 
Les comités populaires de la Coupe du monde ont été créés en 2008, et développent une critique des dépenses publiques et des délogements liés à l'organisation de la Coupe du monde 2014, notamment au sein des quartiers concernés, là aussi dans une logique de mobilisation horizontale. 
Le mouvement de protestation du mois de juin s'est donc structuré et développé en dehors des cadres militants ou politiques traditionnels (partis, syndicats), usant des réseaux sociaux et de médias alternatifs pour se diffuser et s'organiser, ce qui a conduit certains journalistes à le comparer au Printemps arabe ou au mouvement Occupy.

### Manifestations
Le 15 juin, à Brasília, environ 1 000 manifestants se sont réunis devant le Stade National où s'ouvrait la Coupe des confédérations de football. La police est intervenue afin d'empêcher la manifestation, en vain. Le lundi 17 juin des manifestations dans toutes les villes importantes du pays réunissent des dizaines de milliers de personnes pour protester contre les dépenses occasionnées par l'organisation de la Coupe du monde de football de 2014. Le slogan « Brésil réveille-toi, un professeur vaut plus que Neymar ! » vise en particulier les constructions de stades considérées comme inutiles,. Selon le journaliste sportif Jérôme Latta, c'est« le contraste entre les dépenses somptuaires consenties pour l'édification de nouveaux stades et d'infrastructures, et les difficultés rencontrées par les populations qui fait fonction de détonateur de la mobilisation ». Le président de la FIFA Sepp Blatter rejette les accusations des manifestants en les accusant d’opportunisme. Plusieurs membres de l'équipe nationale affichent leur soutien aux contestataires tandis que Pelé appelle au contraire à la fin des manifestations. 
Le 20 juin, un million de brésiliens sortent dans la rue dont 300 000 à Rio de Janeiro  (Voir la localisation des manifestations à Rio de Janeiro - Carte du journal LeMonde). Le palais d'Itamaraty a été envahi par des manifestants à Brasilia. Malgré le pacifisme des mouvements, il y a eu des violences et des conflits entre les manifestants et la gendarmerie. Du 21 au 23 juin, des millions de manifestants descendent dans les rues et provoquent la plus grande manifestation jamais vue depuis des décennies dans le pays. Un jeune homme est tué à Ribeirão Preto durant la manifestation lorsque le conducteur d'un véhicule tamponne la foule, blessant également 11 autres personnes. La présidente Dilma Rousseff fait une allocution télévisée, reconnaissant les droits des manifestations et appelle à des débats.
Le 5 juin, à Seattle aux États-Unis, un homme armé est appréhendé soutenant les manifestants brésiliens,,.
Le 22 juillet, ces manifestations touchent la visite du pape François au Brésil pour la Journée mondiale de la jeunesse (JMJ). Le collectif indépendant Anonymous appellent les manifestants à s’insurger contre les 53 millions de dollars (40 millions d’euros) que coûtent la visite du pape et les JMJ aux contribuables brésiliens,,. La manifestation conduit les services de sécurité à changer rapidement le programme du pape, en le faisant monter dans un hélicoptère pour le conduire au centre-ville au palais Guanabara.
Les manifestations se poursuivent en octobre, où parmi les protestataires, interviennent de nouveau des « Black Bloc ». Groupes éphémères d'individus, généralement jeunes et d'orientation anarchiste, ils participent à radicaliser le mouvement en vandalisant les machines à tickets de transport et ce qui symbolise à leurs yeux le système capitaliste (banques, Mc Donald's...),. Décriés par les médias brésiliens et accusés par certains analystes ou manifestants de discréditer les manifestations et d'encourager le durcissement de la répression policière, d'autres médias et analystes considèrent au contraire que ce sont les violences de la répression policière qui ont favorisé le développement de ce type d'actions directes et affrontements violents avec la police. Par ailleurs, plusieurs professeurs et cadres enseignants ont publiquement soutenus les interventions de ces black blocs brésiliens, qui selon une étude universitaire, seraient composés « d'une masse hétérogène » de jeunes « appartenant à la classe moyenne basse », auxquels auraient aussi participé des enseignants et des écologistes. Certains ont en tout cas « la certitude que ce n'est qu'en cassant tout qu'on écoutera les doléances de la population »

## Répercussions

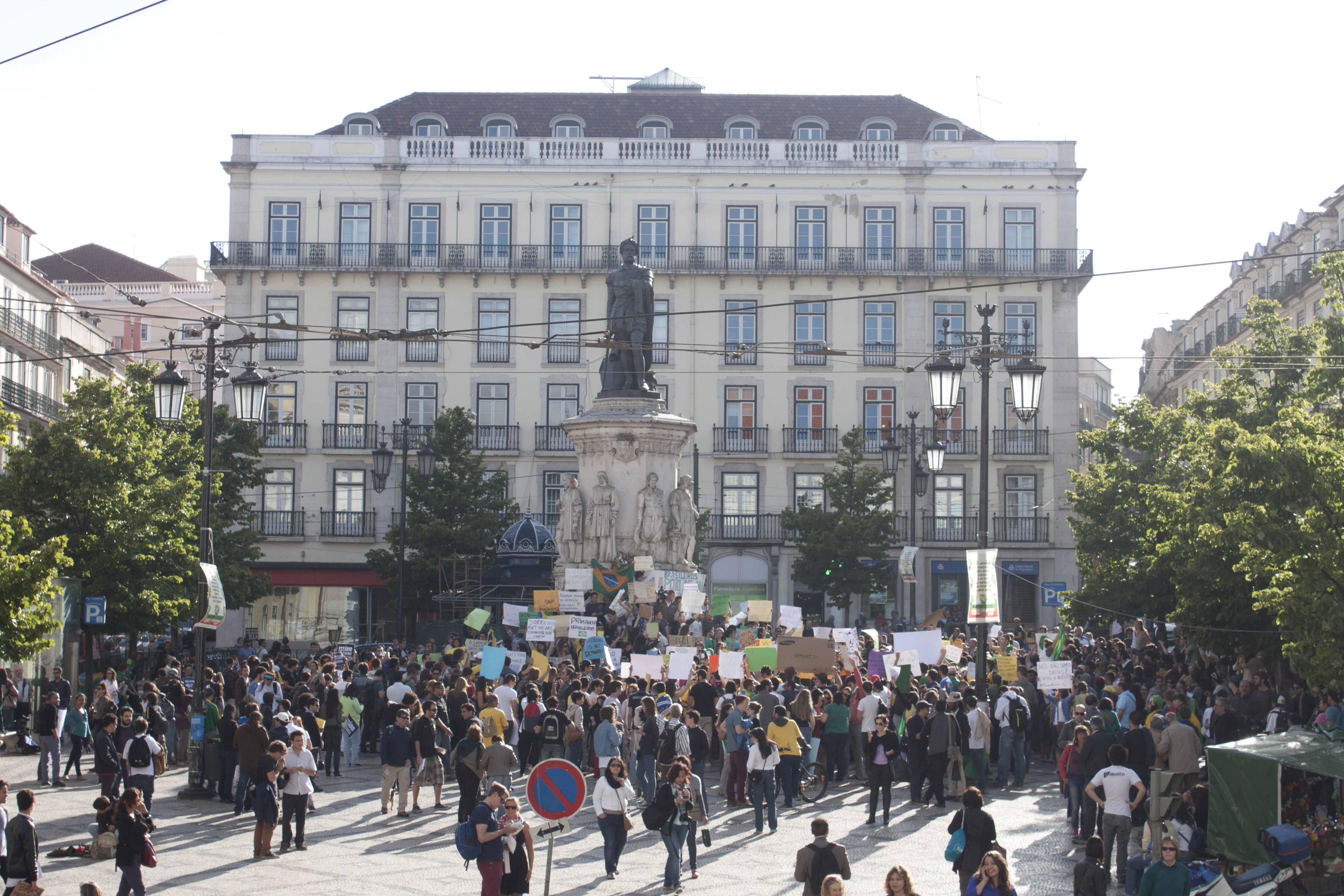
Manifestation à Lisbonne, au Portugal, le 18 juin, pour soutenir les manifestants au Brésil.

### Impact national
Ces manifestations se développent et prennent une ampleur médiatique immédiate au Brésil. Dès les premières manifestations les 11 et 12 juin 2013, le journal Folha de S.Paulo accusent les manifestants de vandalisme. Le jour suivant, le 13 juin, le journal soutient que les manifestants « sont des jeunes prédisposés à la violence par une idéologie pseudo-révolutionnaire... ». Le journal défend également l'intervention policière contre les manifestants. Il reconnait cependant la brutalité policière, qui a fait sept blessés parmi les journalistes,. Le journal maintient le 15 juin que la brutalité policière a été plus violente et moins préparée que les manifestations.
Lors d'un entretien avec Estado de S. Paul, le 11 juin, le gouverneur de São Paulo, Geraldo Alckmin, déclare que l'interruption du trafic lors d'une manifestation est un acte de vandalisme et devrait être traitée, par conséquent, comme une « affaire de police ». Le journal O Estado de S. Paulo réagit d'une manière similaire le 12 juin, accusant les manifestants de piller les banques et les magasins, et vandalisant des abribus ; le lendemain, il accuse les émeutiers de « terroriser la population locale. » Dans des commentaires formulés le 12 juin, le journaliste Arnaldo Jabor du Jornal da Globo déclare que la grande majorité des manifestants était composée de jeunes de classe moyenne, et que la manifestation seraient dues à l'ignorance politique et l'inspiration des protestations en Turquie.

### Impact international
Le 18 juin 2013, des manifestations de soutien se tiennent au Portugal dans les villes de Lisbonne, Coimbra et Porto. Les répercussions dépassent le cadre brésilien. Ailleurs, on s'interroge notamment sur les valeurs du sport et la leçon de vigilance citoyenne donnée spontanément par cette jeunesse brésilienne face aux dérives financières du sport moderne.